# 高取英
高取英（日语：高取 英，1952年1月17日—2018年11月26日），日本男劇作家、演出家、漫畫評論家、編輯。出身於大阪府堺市。大阪府立岸和田高等學校、大阪市立大學商學部畢業。生前做過京都精華大學漫畫學部漫畫企劃製作科系教授、大正大學表現學部客座教授、月蝕歌劇團代表。

## 生平
- 1952年1月17日：在大阪府堺市出生。
- 1980年：舞台作品「月蝕歌劇團」（演出：流山兒祥（日语：流山児祥））首次在東京進行公演。
- 1982年：首部原創戲曲作品《聖未加江羅學園漂流記》亮相，同時成為自身的代表作。該作品後來被大行玩具供應企業萬代翻拍成動畫。並衍生出小說和漫畫（由藤原神居作畫）。
- 1986年：劇團「月蝕歌劇團」正式成立，從此負責過許多作品的編劇、演出工作。
- 1996年：由高取親自負責編劇、演出的作品「腦髓地獄」（原作：夢野久作）正式在俄羅斯的兩大城市莫斯科、聖彼得堡舉行公演。
- 2006年：就任京都精華大學漫畫學（日语：漫画評論）部教授。
- 2009年：受斯洛維尼亞國際演劇祭的邀請，前往參演劇作家伊沃德·費里沙（英语：Evald Flisar）的作品「What about Leonardo？」。
- 2013年：又受斯洛維尼亞國際演劇祭的邀請，再度前往參演劇作家伊沃德·費里沙的另一部作品「Tristan and Iseult : a play about love and death」。
- 2014年：就任大正大學表現學部表現文化學科客座教授。
- 2018年11月26日：因冠狀動脈疾病於東京都世田谷區的自宅死去，享壽66歲[1][2]。

## 人物、逸事
學生時期開始成立劇團「白夜劇場」投入舞台表演活動。1974年，以「白夜月蝕的少女航海紀」出道。
大學畢業後在一般報章雜誌出版社上班，並負責為寺山修司進行取材、出版，一方面也擔任劇畫雜誌的編輯長，然後1978年與龜和田武等人掀起三流色情電影風潮。而劇畫雜誌當時卻只創下賣不到12萬本的銷售記錄。不過也培養出丹迪·松本、中島史雄、清水治、村祖俊一等多位主要線上作家，而石川潤代表作「憂國」也是在這裡連載。還有山田雙葉（後改名山田詠美）、五十嵐三喜夫等人就是在這本雜誌中出道。
此外在當漫畫編輯期間，曾和漫畫家石川潤進行交流，因此石川就設計出很像高取的角色登場。還有另外一次也是漫畫編輯期間，漫畫家清水治在自傳漫畫「JUKU」畫了很像高取的角色出場。
除了高取自身的作品搬上成月蝕歌劇團的舞台劇之外，包括寺山修司、澀澤龍彥、埴谷雄高、沼正三等人著作的幻想文學系作品、及竹宮惠子、梶原一騎、新田龍雄等人原作的漫畫作品也都被月蝕歌劇團改編成舞台劇。

## 著作

### 詩集
- （自費出版，1972年）
- 《月蝕歌劇團》（白夜都市社，1979年）
- 《月蝕歌劇團》（沖積舎，1985年）

### 評論書冊
- （情報中心出版局（日语：情報センター出版局），1984年)
- （思潮社，1992年）
- （平凡社新書，2006年）

### 漫畫評論書冊
- 《漫畫傳—從「巨人之星」到「美味大挑戰」》（村上知彥（日语：村上知彦）、高取英、米澤嘉博（日语：米澤嘉博）共著，平凡社，1987年）
- 《「明日之丈」的大秘密》（松文館，1993年）
- 《永遠的凡爾賽玫瑰》（松文館，1994年）
- （編著，法老企劃，1994年）
- 《少年漫畫畫報》（與喜國雅彥（日语：喜国雅彦）共著，法老企劃，1993年）
- 《為了少年少女所作的傑作漫畫100選》（共著，希林館，1999年）

### 戲曲集
- 《聖未加江羅學園漂流記》（群雄社出版，1983年）
- 《少年極光都市》（沖積舎，1984年）
- （書房，1986年）
  - 《聖未加江羅學園漂流記 新裝版》（而立書房，1987年）
- 《愛麗絲夢遊仙境》（砂子屋書房，1992年）
- 《聖未加江羅學園漂流記2》（1994年）
- 《腦髓地獄 月蝕版》（沖積舎，1997年）
- 《標的者 薔薇、屈辱、自同律》（埴谷雄高作、高取英腳色、松田政男（日语：松田政男）構成，深夜叢書社，1998年）
- 《陰陽師 安倍晴明 —最終決戰—》（メタ·ブレーン，2002年）
- 《高取英精選集1 》（沖積舎，2008年）
- 《高取英精選集2 寺山修司 極限衝刺》（沖積舎，2008年）
- 《高取英精選集3 Néo Faust地獄變》（沖積舎，2009年）

### 小說
- 《聖未加江羅學園漂流記》（而立書房，1987年）
- 《聖未加江羅學園漂流記》（〈電擊文庫〉，MediaWorks，1994年）

### 編輯書冊
- 《官能劇畫大全集》（松文館，2000年）
- 《續官能劇畫大全集》（松文館，2001年）
- （監修，Imagine，2006年）
- 《「大阪市大新聞」選擇縮刷版》（「大阪市大新聞」選擇縮刷版之會，2006年）

### 隨筆、合作
- 《大阪呑氣大事典（日语：大阪呑気大事典）》大阪全明星篇（共著，JICC出版局，1988年）
- 《楳圖一雄「來自恐怖的招待」》（高取英取財專訪，河出書房新社，1996年）
- 《大阪呑氣大事典 增補新版》大阪全明星篇（共著，〈寶島社文庫（日语：宝島社文庫）〉，寶島社，2008年）
- 岩波書店編輯部編《接下來有何打算》（共著，岩波書店，2013年）
- 《戰爭的教室》（共著，月曜社（日语：月曜社），2014年）

### 漫畫化作品
- 《聖未加江羅學園漂流記》 藤原神居漫畫（ふゅーじょんぷろだくと，1990年）

### 主要演劇作品
- 聖未加江羅學園漂流記
- 帝國月光寫真館
- 愛麗絲夢遊仙境
- 邪宗門（作：寺山修司）
- 盲人書簡−上海篇（作：寺山修司）
- 高丘親王航海記（原作：澀澤龍彥）
- （原作：竹宮惠子）
- 家畜人鴉俘（原作：沼正三）
- Néo Faust地獄變
- 愛與誠（日语：愛と誠）（原作：梶原一騎）
- 花與蛇（原作：團鬼六）
- 幻視行

### 改編作品
- 《愛麗絲的叛亂》（編劇、導演：高取英，音樂：本龍一，1978年）
- 動畫版《聖未加江羅學園漂流記》（萬代，1990年）
- （關西電視台，編劇、導演：高取英，1990年）
- 動畫版《聖未加江羅學園漂流記2》（導演：山口賴房（日语：山口頼房），Beam娛樂（日语：ハピネット），1995年）
- 真人版《聖未加江羅學園漂流記》（原作、編劇、導演：高取英，All Products，1995年）

## 外部連結
- 高取英的X（前Twitter） （日語）（2018年11月25日最後推文）
- 月蝕歌劇團官方網站 （日語）